# Ben Stiller
Ben Stiller (n. 30 noiembrie 1965, New York City, New York, SUA) este un actor, comedian, regizor, producător și scenarist american. El este fiul comicilor veterani și actori Jerry Stiller și Anne Meara.

## Biografie
După ce și-a început cariera în actorie, Stiller a scris mai multe mockumentaries și i-au fost oferite două emisiuni proprii, amândouă numite The Ben Stiller Show. A început să joace în filme și și-a făcut debutul regizoral cu Reality Bites. De-a lungul carierei sale a scris, apărut în, regizat și/sau produs peste 50 de filme incluzând Heavyweights, There's Something About Mary, Meet the Parents, Zoolander, Dodgeball și Tropic Thunder. În plus, el a avut mai multe apariții în videoclipuri muzicale, emisiuni de televiziune și filme.
Stiller este un membru al frăției comediei care acționează cotidian cunoscută sub numele de Frat Pack. Filmele sale au adus mai mult de 2.1 miliarde dolari pe piața internă (Statele Unite ale Americii și Canada), cu o medie de 73 milioane dolari pe film. De-a lungul carierei sale, el a primit mai multe premii și distincții, inclusiv un Premiu Emmy, mai multe MTV Movie Awards, și un Premiu Teen Choice.

## Filmografie

### Actor
| An   | Titlu                                          | Rol                           | Note |
| ---- | ---------------------------------------------- | ----------------------------- | --- |
| 1987 | Empire of the Sun                              | Dainty                        | |
| 1987 | Hot Pursuit                                    | Chris Honeywell               | |
| 1987 | Shoeshine                                      |                               | |
| 1988 | Fresh Horses                                   | Tipton                        | |
| 1989 | Next of Kin                                    | Lawrence Isabella             | |
| 1989 | Elvis Stories                                  | Bruce                         | |
| 1989 | That's Adequate                                | Chip Lane                     | |
| 1990 | Stella                                         | Jim Uptegrove                 | |
| 1992 | The Nutt House                                 | Pie Thrower                   | apariție |
| 1992 | Highway to Hell                                | Pluto's Cook/Hanul Attila     | |
| 1994 | Reality Bites                                  | Michael Grates                | De asemenea și regizor |
| 1995 | Heavyweights                                   | Tony Perkis/Tony Perkis Sr.   | |
| 1996 | The Cable Guy                                  | Sam Sweet/Stan Sweet          | De asemenea și regizor |
| 1996 | Flirting with Disaster                         | Mel                           | |
| 1996 | If Lucy Fell                                   | Bwick Elias                   | |
| 1996 | Happy Gilmore                                  | Hal L. (Nursing Home Orderly) | |
| 1998 | Permanent Midnight                             | Jerry Stahl                   | |
| 1998 | Your Friends & Neighbors                       | Jerry                         | |
| 1998 | There's Something About Mary                   | Ted Stroehmann                | |
| 1998 | Zero Effect                                    | Steve Arlo                    | |
| 1999 | Black and White                                | Mark Clear                    | |
| 1999 | Mystery Men                                    | Mr. Furious                   | |
| 1999 | The Suburbans                                  | Jay Rose                      | |
| 2000 | Meet the Parents                               | Gaylord "Greg" Focker         | |
| 2000 | Keeping the Faith                              | Rabbi Jake Schram             | |
| 2000 | The Independent                                | Polițist                      | |
| 2001 | The Royal Tenenbaums                           | Chas Tenenbaum                | |
| 2001 | Zoolander                                      | Derek Zoolander               | De asemenea scenarist și regizor |
| 2002 | Orange County                                  | The Firefighter               | apariție |
| 2002 | Run Ronnie Run                                 | În rolul său                  | |
| 2003 | Nobody Knows Anything!                         | Expert în piersici            | apariție |
| 2003 | Duplex                                         | Alex Rose                     | |
| 2003 | Pauly Shore Is Dead                            | În rolul său                  | apariție |
| 2004 | Meet the Fockers                               | Gaylord "Greg" Focker         | |
| 2004 | Anchorman: The Legend of Ron Burgundy          | Arturo Mendes                 | apariție |
| 2004 | Dodgeball: A True Underdog Story               | White Goodman                 | |
| 2004 | Envy                                           | Tim Dingman                   | |
| 2004 | Starsky & Hutch                                | David Starsky                 | |
| 2004 | Along Came Polly                               | Reuben Feffer                 | |
| 2005 | Danny Roane: First Time regizor                | În rolul său                  | |
| 2005 | Madagascar                                     | Alex                          | Doar voce |
| 2005 | Sledge: The Untold Story                       | Commander                     | |
| 2006 | Night at the Museum                            | Larry Daley                   | |
| 2006 | In Search of Ted Demme                         | În rolul său                  | |
| 2006 | Tenacious D in The Pick of Destiny             | Guitar Center Guy             | apariție and producător |
| 2006 | School for Scoundrels                          | Lonnie                        | |
| 2007 | The Heartbreak Kid                             | Eddie Cantrow                 | |
| 2008 | Tropic Thunder                                 | Tugg Speedman                 | Also scenarist and regizor Nominated — MTV Movie Award for Best WTF Moment                                                                       |
| 2008 | Madagascar: Escape 2 Africa                    | Alex                          | Doar voce |
| 2009 | Night at the Museum: Battle of the Smithsonian | Larry Daley                   | |
| 2009 | The Marc Pease Experience                      | Jon Gribble                   | |
| 2010 | Greenberg                                      | Roger Greenberg               | Nominated — Independent Spirit Award for Best Male Lead Nominated — Comedy Film Award for Best Leading Actor                                     |
| 2010 | I'm Still Here                                 | În rolul său                  | |
| 2010 | Megamind                                       | Bernard                       | Producător executiv, Voice-Rol |
| 2010 | Little Fockers                                 | Gaylord 'Greg' Focker         | |
| 2011 | The Trip                                       | Ben Stiller                   | Versiune exagerată a lui, apariție (necreditat)                                                                                                  |
| 2011 | Tower Heist                                    | Josh Kovacs                   | |
| 2011 | The Muppets                                    | În rolul său                  | apariție |
| 2012 | Neighborhood Watch                             | Evan Trautwig                 | Filming |
| 2012 | Madagascar 3                                   | Alex                          | Nominalizat — Kids' Choice Award for Favourite Voice from an Animated Movie Nominalizat — People's Choice Award for Favorite Comedic Movie Actor |
| 2012 | The Watch                                      | Evan Trautwig                 | |
| 2013 | Madly Madagascar                               | Alex                          | |
| 2013 | He's Way More Famous Than You                  | El însuși                     | |
| 2013 | The Secret Life of Walter Mitty                | Walter Mitty                  | regizor |
| 2014 | Night at the Museum 3                          | Larry Daley                   | |
| 2015 | While We're Young                              |                               | se filmează |
| 2016 | Zoolander 2                                    | Derek Zoolander               | De asemenea scenarist si regizor |

### Regizor și producător
| An   | Titlu                                 | Note                         |
| ---- | ------------------------------------- | ---------------------------- |
| 1989 | Elvis Stories                         | regizor/scenarist            |
| 1994 | Reality Bites                         | regizor                      |
| 1996 | The Cable Guy                         | regizor                      |
| 1999 | Heat Vision and Jack                  | regizor                      |
| 2001 | Zoolander                             | regizor/producător/scenarist |
| 2003 | Duplex                                | producător                   |
| 2003 | Crooked Lines                         | Producător executiv          |
| 2004 | Starsky & Hutch                       | Producător executiv          |
| 2004 | Dodgeball: A True Underdog Story      | producător                   |
| 2006 | Tenacious D in The Pick of Destiny    | Producător executiv          |
| 2007 | Blades of Glory                       | producător                   |
| 2008 | Date School                           | producător                   |
| 2008 | Tropic Thunder                        | regizor/producător/scenarist |
| 2009 | The Boys: The Sherman Brothers' Story | Producător executiv          |
| 2010 | Megamind                              | Producător executiv          |
| 2010 | Submarine                             | Producător executiv          |
| 2011 | 30 Minutes or Less                    | producător                   |
| 2013 | The Secret Life of Walter Mitty       | regizor/producător           |
| 2018 | Evadare din Dannemora                 | regizor/producător           |

### Televiziune
| An      | Titlu                                 | Rol                                 | Note                                           |
| ------- | ------------------------------------- | ----------------------------------- | ---------------------------------------------- |
| 1987    | Miami Vice                            | Fast Eddie Felcher                  | Un singur episod                               |
| 1990    | The Ben Stiller Show                  | În rolul său                        | regizor și scenarist                           |
| 1990    | Working Trash                         | Freddy Novak                        | Film de televiziune                            |
| 1992–93 | The Ben Stiller Show                  | În rolul său                        | regizor, producător, and scenarist             |
| 1995    | Duckman                               | Harry Medfly                        | Doar voce; Un singur episod                    |
| 1995    | 2 Stupid Dogs                         | Personaj în stilul lui Tony Robbins | Doar voce                                      |
| 1996    | NewsRadio                             | Vic                                 | Un singur episod                               |
| 1997    | Friends                               | Tommy                               | Un singur episod                               |
| 1998    | Space Ghost Coast to Coast            | În rolul său                        | Un singur episod                               |
| 1999    | Heat Vision and Jack                  | Strip Club DJ                       | regizor și Producător executiv                 |
| 1999    | WWF Raw Is War                        | În rolul său                        | gazdă specială                                 |
| 2000    | Freaks and Geeks                      | Secret Service Agent                | Un singur episod                               |
| 2001    | Undeclared                            | Rex                                 | Un singur episod                               |
| 2002    | The Simpsons                          | Garth Motherloving                  | Doar voce; Un singur episod                    |
| 2002    | Prehistoric Planet                    | Narator                             | Primul sezon                                   |
| 2002    | The King of Queens                    | Jerry                               | Un singur episod                               |
| 2004    | Curb Your Enthusiasm                  | În rolul său                        | Trei episoade                                  |
| 2004–06 | Arrested Development                  | Tony Wonder                         | Patru episoade                                 |
| 2005    | Extras                                | În rolul său                        | Un singur episod                               |
| 2007    | Family Guy                            | În rolul său                        | Doar voce; "No Meals on Wheels"                |
| 2008    | Sesame Street                         | În rolul său                        | Un singur episod                               |
| 2010    | Phineas and Ferb                      | Khaka Peu Peu                       | "The Beak"                                     |
| 2010    | Tim and Eric Awesome Show, Great Job! | În rolul său                        | Un singur episod                               |
| 2010    | The Trip                              | În rolul său                        | versiune exagerată a sa, apariție (necreditat) |
| 2011    | Onion News Network                    | În rolul său                        | Un singur episod                               |
| 2012    | Eagleheart                            | Silly Sammy                         | Un singur episod                               |

### Videoclipuri
| An   | Titlu                                               | Artist       | Rol                 |
| ---- | --------------------------------------------------- | ------------ | ------------------- |
| 1999 | "All Star"                                          | Smash Mouth  | Mr. Furious         |
| 2000 | "Rollin' (Air Raid Vehicle)"                        | Limp Bizkit  | În rolul său        |
| 2000 | "Chocolate Starfish and the Hot Dog Flavored Water" | Limp Bizkit  | În rolul său        |
| 2001 | "Bad Boy for Life"                                  | Sean Combs   | P. Diddy's Neighbor |
| 2002 | "Tribute"                                           | Tenacious D  | În rolul său        |
| 2004 | "Taylor"                                            | Jack Johnson | În rolul său        |
| 2006 | "Awesome; I Fuckin' Shot That!"                     | Beastie Boys | În rolul său        |
| 2007 | "Closer"                                            | Travis       | Supermarket Manager |